# Lobito

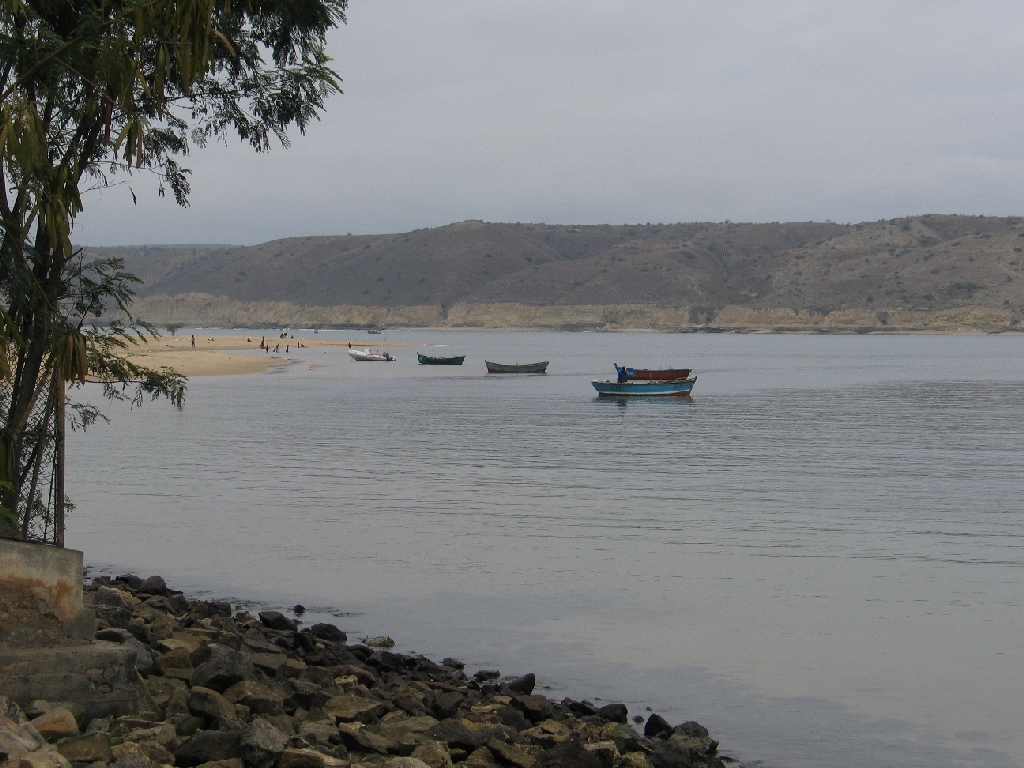
Barcos de pesca cerrca de Lobito.

Lobito es una ciudad y municipio de la provincia de Benguela, en Angola. Se localiza en la costa del Atlántico. Limita al norte con el municipio de Sumbe, al este con el municipio de Bocoio, al sur con el municipio de Benguela y al oeste con el océano Atlántico.

## Historia
El antiguo concejo fue creado en 1843. El puerto de Lobito es el segundo de carga del país.
Lobito es la estación de origen del Ferrocarril de Benguela, en portugués O Caminho de Ferro de Benguela (CFB) que comunica el puerto de Lobito, en la costa atlántica, con la localidad fronteriza de Luau, en la parte oriental del país.
En 2014, tiene 3,648 km² y 324,050 habitantes, y es, según las estadísticas, la tercera ciudad más poblada de Angola.